# Narke dipterygia
Narke dipterygia е вид хрущялна риба от семейство Narkidae.

## Разпространение и местообитание
Видът е разпространен във Виетнам, Индия, Индонезия, Малайзия (Западна Малайзия), Оман, Пакистан, някои източни провинции в КНР, Сингапур, Тайван, Тайланд и Япония.
Обитава крайбрежията и пясъчните дъна на океани и морета в райони с тропически климат.

## Описание
На дължина достигат до 18 cm.